# 切默
切默，是匈牙利佩斯州所辖的一个村。总面积79.44平方公里，总人口4300，人口密度54.1人/平方公里（2011年1月1日）。